# Liga Premier Nacional de Jamaica 2018-19
La Liga Premier Nacional 2018-19 fue la edición número 45 de la Liga Premier Nacional. Comenzó el 16 de septiembre de 2018 y culminó el 29 de abril de 2019, donde Portmore United se proclamó campeón después de sobreponerse 1-0 en la final sobre Waterhouse.

## Formato
En el torneo participarán 12 equipos que jugarán tres veces entre sí mediante el sistema todos contra todos, totalizando 33 partidos cada uno. Al término de las 33 jornadas los seis primeros clasificados pasarán a jugar los play-offs donde el club campeón junto al subcampeón, de cumplir con los requisitos establecidos, podrían participar en el Campeonato de Clubes de la CFU 2020. Por otra parte, los últimos clasificados descenderán a sus ligas de origen.

## Equipos participantes
| Equipo             | Ciudad          | Estadio                          | Aforo |
| ------------------ | --------------- | -------------------------------- | ----- |
| Arnett Gardens FC  | Kingston        | Anthony Spaulding Sports Complex | 2,200 |
| Cavalier SC        | Kingston        | Stadium East                     | 3,000 |
| Dunbeholden FC     | Spanish Town    | Prison Oval                      | 2,000 |
| Harbour View FC    | Kingston        | Harbour View Stadium             | 7,000 |
| Humble Lions FC    | May Pen         | Effortville Community Centre     | 3,000 |
| Montego Bay United | Montego Bay     | Jarrett Park                     | 7,000 |
| Mount Pleasant FC  | Saint Ann's Bay | Drax Hall Sports Complex         | 2,000 |
| Portmore United FC | Spanish Town    | Prison Oval                      | 2,000 |
| Reno FC            | Savanna-la-Mar  | Frome Sports Club                | 2,000 |
| Tivoli Gardens FC  | Kingston        | Edward Seaga Sports Complex      | 5,000 |
| UWI FC             | Kingston        | UWI Mona Bowl                    | 3,000 |
| Waterhouse FC      | Kingston        | Drewsland Stadium                | 2,500 |

### Ascensos y descensos
| Pos. | Descendidos de Liga Premier Nacional 2017-16 |
| ---- | -------------------------------------------- |
| 11.º | Sandals South Coast                          |
| 12.º | Boys' Town FC                                |

| Pos. | Ascendidos de Ligas regionales |
| ---- | ------------------------------ |
| LR   | Montego Bay United             |
| LR   | Dunbeholden FC                 |

## Tabla General
| Pos. | Equipo             | Pts. | PJ | G  | E  | P  | GF | GC | Dif. | Clasificación   |
| ---- | ------------------ | ---- | -- | -- | -- | -- | -- | -- | ---- | --------------- |
| 1    | Portmore United    | 66   | 33 | 19 | 9  | 5  | 53 | 27 | +26  | Semifinales     |
| 2    | Waterhouse         | 62   | 33 | 17 | 11 | 5  | 47 | 24 | +23  | Semifinales     |
| 3    | Mount Pleasant     | 60   | 33 | 17 | 9  | 7  | 32 | 19 | +13  | Reclasificación |
| 4    | Cavalier           | 54   | 33 | 14 | 12 | 7  | 38 | 24 | +14  | Reclasificación |
| 5    | Arnett Gardens     | 48   | 33 | 13 | 9  | 11 | 39 | 33 | +6   | Reclasificación |
| 6    | UWI                | 46   | 33 | 13 | 7  | 13 | 32 | 31 | +1   | Reclasificación |
| 7    | Tivoli Gardens     | 39   | 33 | 11 | 6  | 16 | 36 | 42 | −6   |                 |
| 8    | Humble Lions       | 35   | 32 | 8  | 11 | 13 | 33 | 38 | −5   |                 |
| 9    | Harbour View       | 35   | 33 | 7  | 14 | 12 | 33 | 48 | −15  |                 |
| 10   | Dunbeholden        | 33   | 33 | 8  | 9  | 16 | 33 | 42 | −9   |                 |
| 11   | Montego Bay United | 30   | 33 | 7  | 9  | 17 | 31 | 55 | −24  | Descenso        |
| 12   | Reno FC            | 24   | 32 | 4  | 12 | 16 | 31 | 55 | −24  | Descenso        |

Actualizado a los partidos jugados el 21 de marzo de 2021.
 Fuente: 

## Fase Final
|  | Reclasificación | Reclasificación | Reclasificación | Reclasificación | Reclasificación |   |   | Semifinales | Semifinales            | Semifinales            | Semifinales            | Semifinales |          |               | Final          | Final          | Final |  |
|  |                 |                 |                 |                 |                 |   |   |             |                        |                        |                        |             |          |               |                |                |       |  |
|  |                 |                 |                 |                 |                 |   |   |             |                        |                        |                        |             |          |               |                |                |       |  |
|  |                 |                 |                 |                 |                 |   |   |             |                        |                        |                        |             |          |               |                |                |       |  |
|  |                 |                 |                 |                 |                 |   |   |             |                        |                        |                        |             |          |               |                |                |       |  |
|  |                 |                 |                 |                 |                 |   |   |             |                        |                        |                        |             |          |               |                |                |       |  |
|  |                 | 2               | Waterhouse FC   | 2               | 1               | 3 |   |             |                        |                        |                        |             |          |               |                |                |       |  |
|  |                 |                 |                 |                 |                 | 3 |   |             |                        |                        |                        |             |          |               |                |                |       |  |
|  |                 |                 | 4               | Cavalier        | 0               | 0 | 0 |             |                        |                        |                        |             |          |               |                |                |       |  |
|  | 4               | Cavalier        | 4               | Cavalier        | 0               | 0 | 0 | 0           | 3                      | 3                      |                        |             |          |               |                |                |       |  |
|  | 4               | Cavalier        |                 |                 |                 |   |   |             |                        | 3                      |                        |             |          |               |                |                |       |  |
|  | 5               | Arnett Gardens  | 0               | 0               | 0               |   |   |             |                        |                        |                        |             |          |               |                |                |       |  |
|  | 5               | Arnett Gardens  | 0               | 0               | 0               |   |   |             |                        |                        |                        |             |          | Waterhouse FC | Waterhouse FC  | 0              |       |  |
|  |                 |                 |                 |                 |                 |   |   |             |                        |                        |                        |             |          | Waterhouse FC | Waterhouse FC  | 0              |       |  |
|  |                 |                 | Portmore United | Portmore United | 1               |   |   |             |                        |                        |                        |             |          |               |                |                |       |  |
|  |                 |                 | Portmore United | Portmore United | 1               |   |   |             |                        |                        |                        |             |          |               |                |                |       |  |
|  |                 |                 |                 |                 |                 |   |   |             |                        |                        |                        |             |          |               |                |                |       |  |
|  |                 |                 |                 |                 |                 |   |   |             |                        |                        |                        |             |          |               |                |                |       |  |
|  |                 | 1               | Portmore United | 2               | 1               | 3 |   |             | Tercer y cuarto puesto | Tercer y cuarto puesto | Tercer y cuarto puesto |             |          |               |                |                |       |  |
|  |                 |                 |                 |                 |                 | 3 |   |             | Tercer y cuarto puesto | Tercer y cuarto puesto | Tercer y cuarto puesto |             |          |               |                |                |       |  |
|  |                 |                 | 3               | Mount Pleasant  | 1               | 1 | 2 |             |                        |                        |                        |             |          |               |                |                |       |  |
|  | 3               | Mount Pleasant  | 3               | Mount Pleasant  | 1               | 1 | 2 | 2           | 1                      | 3                      |                        |             | Cavalier | Cavalier      | 1              |                |       |  |
|  | 3               | Mount Pleasant  |                 |                 |                 |   |   |             |                        | 3                      |                        |             | Cavalier | Cavalier      | 1              |                |       |  |
|  | 6               | UWI             | 2               | 0               | 2               |   |   |             |                        |                        |                        |             |          |               | Mount Pleasant | Mount Pleasant | 0     |  |
|  | 6               | UWI             | 2               | 0               | 2               |   |   |             |                        |                        |                        |             |          |               | Mount Pleasant | Mount Pleasant | 0     |  |
|  |                 |                 |                 |                 |                 |   |   |             |                        |                        |                        |             |          |               |                |                |       |  |

### Reclasificación
| 24 de marzo de 2019 | Arnett Gardens | 0 - 3 | Cavalier | Anthony Spaulding Sports Complex, Kingston |  |

| 1 de abril de 2019 | Cavalier | 0 - 0 | Arnett Gardens | Stadium East, Kingston |  |

| 24 de marzo de 2019 | UWI | 2 - 2 | Mount Pleasant | MUWI Mona Bowl, Kingston |  |

| 31 de marzo de 2019 | Mount Pleasant | 1 - 0 | UWI | Drax Hall Sports Complex, Saint Ann's Bay |  |

### Semifinales
| 8 de abril de 2019 | Cavalier | 0 - 2 | Waterhouse FC | Stadium East, Kingston |  |

| 15 de abril de 2019 | Waterhouse FC | 1 - 0 | Cavalier | Drewsland Stadium, Kingston |  |

| 8 de abril de 2019 | Mount Pleasant | 1 - 2 | Portmore United | Drax Hall Sports Complex, Saint Ann's Bay |  |

| 15 de abril de 2019 | Portmore United | 1 - 1 | Mount Pleasant | Prison Oval, Spanish Town |  |

### Tercer lugar
| 30 de abril de 2019 | Cavalier | 1 - 0 | Mount Pleasant | Independence Park, Kingston |  |

### Final
| 30 de abril de 2019 | Waterhouse FC | 0 - 1 | Portmore United | Independence Park, Kingston |  |

| Campeón 2018-19 |
| --------------- |
|                 |
| Portmore United |
| 7° Título       |